# Josef Marketz
Mons. Josef Marketz (* 30. července 1955, St. Philippen ob Sonnegg) je rakouský římskokatolický duchovní a biskup gurský.

## Život
Narodil se 30. července 1955 v St. Philippen ob Sonnegg.
Teologické a filosofické vzdělání získal v Salcburku a Lublani. Dne 1. března 1980 byl vysvěcen na jáhna a 29. června 1982 na kněze. Byl inkardinován do diecéze Gurk. Po vysvěcení působil jako farní vikář a kaplan pro mládež. Poté sloužil jako farní administrátor v Sankt Jakob im Rosenta.
Roku 1992 získal na Vídeňské univerzitě titul doktor teologie. Stejného roku byl jmenován ředitelem pastoračního úřadu v sekci pro slovinské věřící. Studoval také v Římě a Jeruzalémě. Před jmenováním biskupem nesl funkci biskupského vikáře.
Dne 3. prosince 2019 jej papež František jmenoval biskupem gurským. Biskupské svěcení přijal 2. února 2020 z rukou arcibiskupa Franze Lacknera a spolusvětiteli byli arcibiskup Alojzij Cvikl a biskup Werner Freistetter.